# De vrouw in het zwart
De vrouw in het zwart is een horrorboek uit 1983 van de Britse schrijfster Susan Hill.
Van dit boek zijn twee ook verfilmingen gemaakt:
- The Woman in Black als televisiefilm door Herbert Wise, uitgebracht in 1989
- The Woman in Black als film door James Watkins, uitgebracht in 2012